# Хосу-Тишма
Хосу-Тишма је експериментална (триплан=трокрилац)ваздухопловна једрилица намењена за основну обуку и тренажу пилота и једриличара. Мешовите је конструкције (претежно дрво и платно). Ову једрилицу су конструисали инжењер Владимир Тишма и пилот Хосу Иштван (HOSSZÚ, István) 1923. године.

## Пројектовање и развој
Истван ХОССЗУ je започео пројектовање и изградњу своје једрилице 1916. Али пројекат је први пут прекинут због рата. После рата, радио је у Аеропланској радионици у Новом Саду, поправљајући и одржавајући авионе нове краљевине Срба, Хрвата и Словенаца-(Југославије). Ту му се прикључује инж. Владимир Тишма који је такође дошао на посао у Нови Сад и заједнички настављају рад на једрилици 1922. године. Тишма је извршио детаљан аеродинамички и статички прорачун једрилице па је на основу тога требало да изврше детаљну прераду једрилице и довели је у сагласност са прорачунима. За то су им недостајала финансијска средстава која су обезбедили захваљујући донатору господину Липовшићу фотографу из Сиска ваздухопловном ентузијасти, па је посао настављен у Сиску. Изградња једрилице је завршена крајем августа 1923, а пробни летови су започели 29. септембра 1923. Стартовање једрилице је обављано аутомобилском вучом.

### Технички опис
Нова једрилица је имала три пара крила била је троктилац, размах највећег, износио је 6 m. крила су имала дрвену конструкцију а оплата је била од импрегнираног платна. У облику гондоле била је смештена пилотска кабина. Гондола је била затворена, а са репом је спајала дрвена решеткаста конструкција. Једрилица је била дуга 5 m. Испод трупа су били монтирани бициклистички точкови као стајни трап а испод репа се налазила еластична дрљача. Летелица је имала масу од 50 кг, а била је једносед. На основу пробних летова утврђено је да је могла достићи висину од 150 m а дужина трајања лета (аутономија) и до пола сата. За полетање једрилице је коришћена аутомобилска вуча.

## Карактеристике
Карактеристике наведене овде се односе на једрилицу Хосу-Тишма а према изворима.
| Финеса      | 1 : при брзини km/h |
| Перформансе | - максимална брзина km/h - минимална брзина km/h - макс. брзина аеро вуче km/h - макс. брзина витло km/h - минимално пропадање m/s при брзини km/h |
| Димензије   | - размах крила 6,00m - дужина трупа 5,00m - висина m - површина крила m² - виткост - аеропрофил крила - макс. оптеречење крила; kg/m²              |
| Маса        | - сопствена 50 kg - носивост 80 kg - полетна 130 kg - водени баланс; нема                                                                          |

## Оперативно коришћење
У првом лету 29. септембра 1923. једрилицом је управљао И. Хосу и тада је једрилица прелетела 1700m на висини од 80m. Након неколико врло задовољавајућих летова, једрилица је сломљена приликом слетања. Пошто Хосу и Тишма нису имали средстава да поправе једрилицу она је остала у хангару Липовшића у Сиску на чувању и даља њена судбина није позната.

## Сачувани примерци
Није сачувана ова једрилица нити њени остатци.

## Земље које су користиле ову једрилицу
- Краљевина Југославија